# Leut

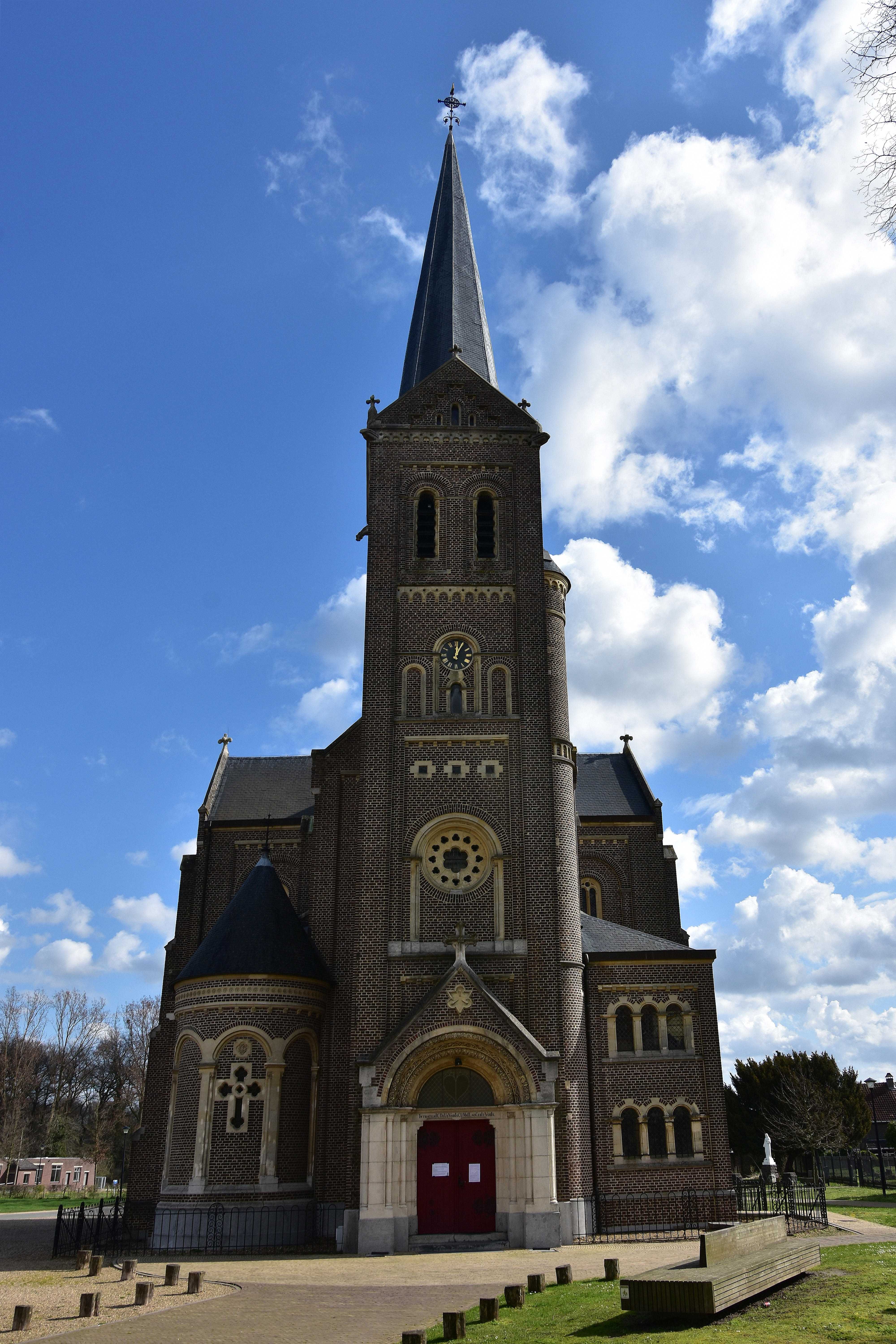
De Sint-Pieterskerk

Leut is een deelgemeente van de Belgische gemeente Maasmechelen in de provincie Limburg, een Maasdorp met een kasteel, op de linkeroever van de Grensmaas, omgeven door uiterwaarden: weiden, nog steeds hoogstammige boomgaarden, laagstammige fruitteelt-aanplant, akkers en weiden, oude Maasbeddingen en grindplassen. Het aan de Maas gelegen gehucht Mazenhoven behoort eveneens tot Leut. Leut vormde vanaf de gemeentelijke herindeling in 1971 een nieuwe gemeente met Meeswijk en werd in 1977, tijdens de volgende fusie, een van de zeven deelgemeenten van Maasmechelen.

## Etymologie
De naam Leut wordt door taalkundigen verklaard als lieden (lees: kolonisten). Een andere verklaring voor de naam is lager gelegen gebied of een  stuk grond. In 1178 gespeld als Lotte, 1255 Lude, 1310 Leuthe, 1400 Loyte, 1427 Luyde, 1497 Louyt, 1592 Leudtz, 1620 Luyt, 1743 Loeuth, 1878 Leuth en vanaf 1930 Leut.

## Geschiedenis

### Rijksheerlijkheid
Leut is als gemeenschap wellicht van Frankische origine, alhoewel er in de omgeving van het dorp ook Neolithische vondsten zijn gedaan, naast overblijfselen uit de IJzertijd en Romeinse voorwerpen. De parochie van Leut werd vermoedelijk in de 11e eeuw gesticht door de Abdij van Susteren.
In 1274, toen de eerste heer in geschreven stukken verscheen, was Leut reeds een rijksheerlijkheid. De heer van Leut was een rechtstreekse leenman van de keizer van het Heilig Roomse Rijk. Leut maakte dus geen deel uit van – bijvoorbeeld – het graafschap Loon, zoals het nabijgelegen Stokkem, dat Loonse stadsrechten kreeg. In de twaalfde en dertiende eeuw stelde het keizerlijke gezag echter niet veel voor, waardoor de bezitter van een relatief kleine rijksheerlijkheid zich moest verstaan met een naburige graaf of hertog, waar in de praktijk de reële macht huisde.
De rijksheerlijkheid Leut was overigens niet uniek: verspreid in de Maasvallei rondom Maastricht lagen nog zo'n dertig kleinere heerlijkheden die juridisch rechtstreeks onder het Heilige Roomse Rijk vielen en dus buiten de eigenlijke Nederlanden lagen, zoals het rijksgraafschap Gronsveld, de commanderij van Sint-Pieters-Voeren , het land van Valkenburg, het rijksgraafschap Rekem en de heerlijkheid Pietersheim in Lanaken.
De geschiedenis van het dorp Leut loopt ook eeuwenlang samen met die van de buurdorpen Meeswijk en Eisden. Meeswijk werd in 1300 afgekocht van het Maastrichtse kapittel van Sint-Servaas, Eisden was eerst een leen van het rijksstift van Thorn, tot het in 1553 aan de heer van Leut werd verkocht. Samen met landgoederen en eigendommen in de nabije (onder meer goederen in Stokkem en Dilsen, hoeven in Veldwezelt en Lanklaar) en verre omgeving (Luxemburgse goederen in Zessingen, Moersdorf, Veltz en Befort) waren ze onderdeel van de Rijksheerlijkheid.
De heerlijkheid werd in naam van de heer bestuurd door een schepenbank die als belangrijkste taak vonnis wees als laag gerecht, met aan het hoofd een schout ook wel drossaard of drost, die in criminele gevallen het onderzoek leidde. Daar hoorde in die tijd ook foltering bij om van een verdachte bekentenissen te verkrijgen. Er zijn gedetailleerde verslagen bewaard van "scherpe examinatie" die plaats had in het kasteel van Leut.
De vier schepenen, meestal beter gesitueerden, werden door de Heer benoemd voor het leven, en hadden ook uitvoerende en controlerende bevoegdheden waarmee ze het lokale openbare leven in belangrijke mate konden ordenen. De burgemeester of dorpsmeester hoorde niet bij de schepenbank. Hij beheerde de financiën van de gemeente, terwijl de schatheffer de belastingen inde.
De schepenbank zat in Leut onder meer ook de voogdgedingen voor, die werden "tot Leut solemnelijck naer luijdinge der banclocke onder de linde voor het panhuijs gehouden". Dat waren volksvergaderingen waar elk gezin een afgevaardigde naar stuurde en waar door de schepenen -tegen betaling- kleinere geschillen werden beslecht. Daar werd ook "nabueren altijt gevraeght of sij iet te claegen hebben over weegen, steegen, straeten als andersints".
Tot aan de Franse Revolutie had de Heer het maalrecht en een brouwerij in het Paenhuys, Het koopcontract tussen de echtgenoot van de laatste Vlodrop en Willem van Meeuwen uit 1752 somt daarnaast ook nog een hoog aantal rechten op, waaronder "... insgelijx het recht van jacht, visscherije, vogelerije, crimineele en civile amende, confiscaties, ...." Deze heerlijke rechten – inclusief het innen van belastingen – werden in de regel door de heer verpand aan de meestbiedende kandidaat.
Voor leenroerige geschillen moesten de heren van Leut terecht bij het leenhof van het Graafschap Valkenburg, dat Leut als een buitenleen behandelde en waar ook de registratie van de inbezitstelling van de Heerlijkheid gebeurde.
Als vrije rijksheerlijkheid gaat de schepenbank van Leut in beroep bij het hof van Aken, met verder beroep bij het Reichskammergericht van Wetzlar.
Toen keizer Karel V op de Rijksdag van Augsburg van 1548 zijn rijk in verschillende kreitsen verdeelde, werd Valkenburg, waarvan Leut als leen afhing, en dat sinds 1376 een van de Overmase bezittingen van de hertog van Brabant was, bij de Bourgondische Kreits ingedeeld, met hoger beroep bij de Raad van Brabant in Brussel. De vrije rijksheerlijkheden, dus ook Leut, ressorteerden echter onder de Westfaalse kreits, die een veel nauwere binding met Duitsland bleven behouden.
Dit gaf in het geval van Leut aanleiding tot een aantal juridische conflicten toen Willem van Vlodrop partij koos voor Willem de Zwijger. Zijn goederen werden in 1581 door de Spanjaarden (met name Alexander Farnese) aangeslagen en de Rijksheerlijkheid werd aan Spaansgezinde katholieke edelen toegekend. De Heren van Vlodrop bleven echter hun aanspraken behouden, het lijkt er zelfs op dat de Vlodrops de feitelijke macht bleven uitoefenen terwijl Spaanse troepen het kasteel van Leut bezetten.
Bij de Vrede van Westfalen in 1648 was Adriaan van Vlodrop medeonderhandelaar en artikel 78 bepaalde dat het eigendomsrecht van Leut naar de Vlodrops terugkeerde.
Bij het Partagetraktaat (1661) is er opnieuw betwisting over het statuut van Leut, dat zowel door Spanje als door de Verenigde Provinciën wordt opgeëist. Het Land van Valkenburg viel door dit traktaat toe aan de Verenigde Provinciën, waardoor de status van Leut eveneens beslist leek, maar de katholieke edelman Adriaan van Virmond moest in 1662 gewapenderhand, met een Staats leger dat plunderend uit Maastricht kwam, gedwongen worden het kasteel en de rijksheerlijkheid van Leut op te geven.

### De Heren van Leut
Uit 1274 dateren de eerste schriftelijke bewijzen van een heer, Jacob van Tongeren. Eveneens eind 13e eeuw wordt er ook een Willem van Louthe vermeld. Vanaf 1475 zijn heren van Vlodrop (Flodorff), erfvoogden van Roermond en vrijheren van de heerlijkheid Daelenbroeck, ten oosten van Roermond, die het gezag uitoefenen in Leut. Omstreeks dezelfde tijd kwam een Willem van Vlodrop ook in het bezit van de vrije rijksheerlijkheid Rijckholt en was hij heer van Well en erfmaarschalk van Valkenburg. In 1481 gaat het hele dorp in de vlammen op in een oorlog tussen het Willem I van der Marck Lumey van het Huis van der Mark en Johan van Horne van het Huis Horne.
In 1581 steunde Willem van Vlodrop, de heer van Leut, Willem de Zwijger in zijn strijd tegen de Spaanse veldheer en landvoogd Alexander Farnese, die zijn goederen aanslaat. Na het inroepen van het oordeel van de keizer krijgt Vlodrop in 1585 restitutie van zijn bezittingen, maar de Spanjaarden zijn daarna nooit ver weg.
Het kasteel en het dorp Leut worden tijdens de Tachtigjarige Oorlog het decor van heel wat historische gebeurtenissen. Adriaan Balthasar van Vlodrop, een broer van Willem van Vlodrop, gaf onderdak aan de voor de Inquisitie gevluchte wederdopers in zijn heerlijkheid Leut, dat buiten de Spaanse jurisdictie lag. In 1649 bezette een Spaans garnizoen het kasteel. Ze werden er daarna door troepen van de Verenigde Provinciën weer uit verdreven. Spaanse en Staatse troepen bezetten om de beurt het kasteel en in 1662 was er zelfs een heuse belegering met kanonnen en geweren.
In al deze partijtwisten en ruzies kon de familie Van Vlodrop zich echter handhaven, vaak met de actieve steun van de Verenigde Provincies. De rijksheerlijkheid werd zo een klein satellietstaatje: de officiële godsdienst was het calvinisme, maar de katholieke meerderheid werd niet onderdrukt. De mannen van de Rijksheerlijkheid namen dienst in het leger van de Staten-Generaal en de Van Vlodrops zelf maakten carrière in de Hollandse diplomatie en het Staatse Leger.

### Dorp
Het dorp Leut had een typisch Maaslands uitzicht: een straat parallel met de loop van de Maas, met loodrecht daarop een hoofdweg naar de westelijk gelegen Romeinse Heerbaan van Tongeren naar Nijmegen. Een T-vorm met een bovenste eind (stroomopwaarts naar Eisden in het zuiden), een onderste (noordelijke richting, naar Meeswijk) en achterste eind (naar de Heerbaan, het Neeskenseind, nu Genieskenseind) met aan ieder eind een afsluitpoort.
Richting de Maas, oostelijk, ligt nog steeds het gehucht Mazenhoven, waarschijnlijk gegroeid rond één hoeve. Tot 1839 hoorde ook een deel van het gehucht Maasband (Maesbampt) bij Leut (het andere deel behoorde tot Eisden). De inwoners ervan waren toen nog grotendeels protestant en werden in Leut op het oude kerkhof in een afzonderlijke hoek begraven. Dit gehucht kwam wellicht na een van de talrijke overstromingen en wijziging van haar loop terecht op de rechteroever van de Maas en ligt nu in de Nederlandse gemeente Stein. De Leutherhoek herinnert daar nog aan het verleden.
De oudste registratie van het wegennet in de heerlijkheid Leut dateert uit 1492. Die werd gebruikt om in juridische conflicten op te kunnen terugvallen. Het onderhoud van de "gemeynen wech" was een taak van de bewoners, de lokale overheid visiteerde ze regelmatig op hun breedte en diepte. De wegen bleven tot diep in de negentiende eeuw in een bedenkelijke staat, zoals in de meeste plaatsen. Bestrating die naam waardig kwam er pas rond de eeuwwisseling: de Dorpstraat en Mazenhoven kregen een wegdek in kasseien door een drieledige financiering uit de gemeente-, provincie- en staatskas, samen ongeveer 20.000 frank.

### Onvoorspelbare Maas
De harde strijd tegen de onvoorspelbare Maas vormt een rode draad doorheen de geschiedenis van alle Maasdorpen. Kenmerkend aan de Grensmaas is -nog steeds- de geringe diepte van de bedding en de talrijke meanders doorheen de Maasvallei. Bij hoog water - de Maas is een typische regenrivier - ontstond het reële gevaar dat ze een meander oversloeg en zo een nieuwe hoofdbedding koos. Doorheen de geschiedenis zijn Leut en haar buurdorpen talloze malen door opkomend Maaswater bedreigd. De gemeenschap van Leut trachtte zich hiertegen te beschermen door de aanleg van batten, oeverbescherming van vlechtwerk van takken en hout tussen geheide palen, afgewerkt met een laag graszoden en keien. De eerste vermelding van Leutse dijken stamt uit 1614, aangelegd door heer Willem van Vlodrop. Door gebrek aan coördinatie en achterstallig onderhoud ontstond er regelmatig gevaar bij overstromingen. 
In 1880, toen een aantal dorpen in deze regio te maken kregen met overstromingen, brak de dijk te Leut. De hele dorpskom kwam onder water te staan.
Tot in moderne tijden: bij de overstromingen in december 1993 en januari 1995 moesten Leut en Meeswijk geheel ontruimd worden. Beide dorpen liggen sinds enkele tientallen jaren in een mijnverzakkingsgebied, waardoor een eventuele dijkdoorbraak langs de Maas extra zware gevolgen zou hebben. Om het grondwaterpeil in dit gebied laag te houden moet er voortdurend water weggepompt worden. Dit blijkt echter een dusdanige kwaliteit te hebben dat hiermee een groot deel van de provincie van drinkwater kan worden voorzien.

### Religieus buitenbeentje
Toch was Leut op religieus gebied in veler ogen een buitenbeentje: vanaf de bekering van Willem van Vlodrop in de zestiende eeuw tot "het nieuwe geloof" woonde in de Rijksheerlijkheid Leut een minderheid protestanten, meest leden van de Hoogduits Hervormde Gemeente van Urmond, aan de overkant van de Maas, die er sinds 1685 een kerk heeft en tot op heden haar eigen Gulikse protestantse tradities bewaart. Het waren families die belangrijke sociale posities innamen. Behoudens enkele gedocumenteerde conflicten en schermutselingen zijn er in de Heerlijkheid Leut geen zware spanningen bekend en leed het publieke leven niet onder het naast elkaar bestaan van twee religies. Ondanks haar protestantse kleur oordeelde de schepenbank meestal correct over de eigen inwoners, ongeacht hun godsdienstige achtergrond.
De heerlijkheid werd in 1752 door gravin Amelie Esperance van Vlodrop-Wartensleben, dochter van de laatste heer van Leut uit het geslacht Van Vlodrop, verkocht aan Willem van Meeuwen, heer van Hartelstein en Raven, geboortig van Maastricht en rooms-katholiek gezind. In de koopakte is bepaald dat de vrijheid van godsdienst in Leut zou worden gewaarborgd en dat de
“fundatie … wel Eertijds door Haare in Godt rustende voorvaederen gesticht tot onderhout van eenen Predikant, Kerk en School” (te weten: in Urmond) zou blijven bestaan. Willem van Meeuwen bleek weinig betrouwbaar en probeert al snel dit zgn. “Recept van Leut” aan de protestantse gemeente te ontfutselen
en aan de rooms-katholieke parochie toe te spelen. Doordat de protestantse gemeente arm was en geen dure rechtszaak kon betalen, is dit uiteindelijk ook nog gelukt. De renten zijn in Leut tot in de 20e eeuw uitbetaald onder de veelzeggende naam "Geuzenpenning".
Ondanks de garantie van een vrije godsdienstbeleving, vertrokken de protestantse families echter stilaan: zij raakten hun maatschappelijke voorkeursbehandeling immers kwijt.
Er hebben met zekerheid ook joden gewoond in de heerlijkheid. Ze stonden onderaan de sociale ladder en hadden persoonlijke bescherming van de heer, zoals in andere Rijksheerlijkheden hun schutsheer genaamd. Ze konden geen onroerend goed bezitten, zodat ze zich noodgedwongen op de handel in textiel, tabak en dergelijke toelegden. Ze betaalden zwaardere belastingen en heffingen, tolerantie jegens hen was gering en stak soms schril af tegen de normen die voor anderen golden.

## Demografie

### Demografische ontwikkeling voor de fusie
- Bronnen:NIS, Opm:1831 tot en met 1970=volkstellingen; 1976 = inwoneraantal op 31 december

### Demografische ontwikkeling van de fusiegemeente
Alle historische gegevens hebben betrekking op de voormalige gemeente zoals ontstaan na de fusie met Meeswijk op 1 januari 1971.
- Bronnen:NIS, Opm:1831 tot en met 1970=volkstellingen; 1976 = inwoneraantal op 31 december

## Bezienswaardigheden
- De Sint-Pieterskerk, aan de Sint-Pietersstraat, is een neoromaans kerkgebouw uit 1876. De kerk bezit een goede akoestiek. Het Cultureel Centrum Maasmechelen gebruikt de kerk voor de opvoering van kamermuziek. Ook werd de kerk gebruikt voor de cd-opnames van de klaviermuziek van Franz Schubert door Jan Vermeulen, waarbij hij de Nannette Streicher uit 1826 bespeelde, een pianoforte die ontdekt is op de zolder van het Kasteel van Leut.
- De pastorie uit 1863.
- De begraafplaats met diverse grafstenen uit de 17e en 18e eeuw, en de grafkapel van de familie Vilain XIIII , eind 19e eeuw, met daarop een mergelstenen beeld door de Akense beeldhouwer Reners, voorstellende de "Gekruisigde Christus".
- Het kerkplein, omzoomd door oude burgerhuizen en drie bomen die de plek markeren waar tot 1795 recht werd gesproken[2]. Op het plein bevindt zich het beeld "Van kolen tot as", door Ludo Boonen. Dit symboliseert de band tussen Leut en de vroegere steenkoolmijn van Eisden.
- Het Kasteel van Leut, buiten het dorp in een parklandschap, eeuwenlang vesting, daarna landhuis van de Heren van Leut, laatst als woonplaats voor burggraaf Charles Vilain XIIII en zijn dochters, deed daarna dienst als ziekenhuis voor de steenkoolmijn van Eisden, sinds 2006 horecazaak. Eind 2021 kwam het Kasteel in handen van Toerisme Vlaanderen, met de bedoeling om het te herwaarderen. Het leven van de familie Vilain XIIII in Leut vormt bij deze herwaardering de rode draad.
- De standerdmolen Nieuw Leven uit 1801.
- De paardenlijkwagen van Leut-Meeswijk wordt sinds 2021 in de Sint-Remigiuskerk te Vucht tentoongesteld.

## Natuur en landschap
- De Maaswinkel is een 280 hectare groot natuurgebied dat tevens als overstromingsgebied langs de Grensmaas fungeert. In het zuiden van het gebied lag vroeger een steenfabriek die kleikuilen naliet waar in het voorjaar de zeldzame boomkikkers te horen zijn. Ten noorden daarvan ligt een afgewerkte grindplas. Het land rond deze plas, wordt begraasd door koniks.
- Het natuurgebied Mazenhoven bevindt zich nabij het gehucht Mazenhoven in de Maasuiterwaarden.

## Galerij

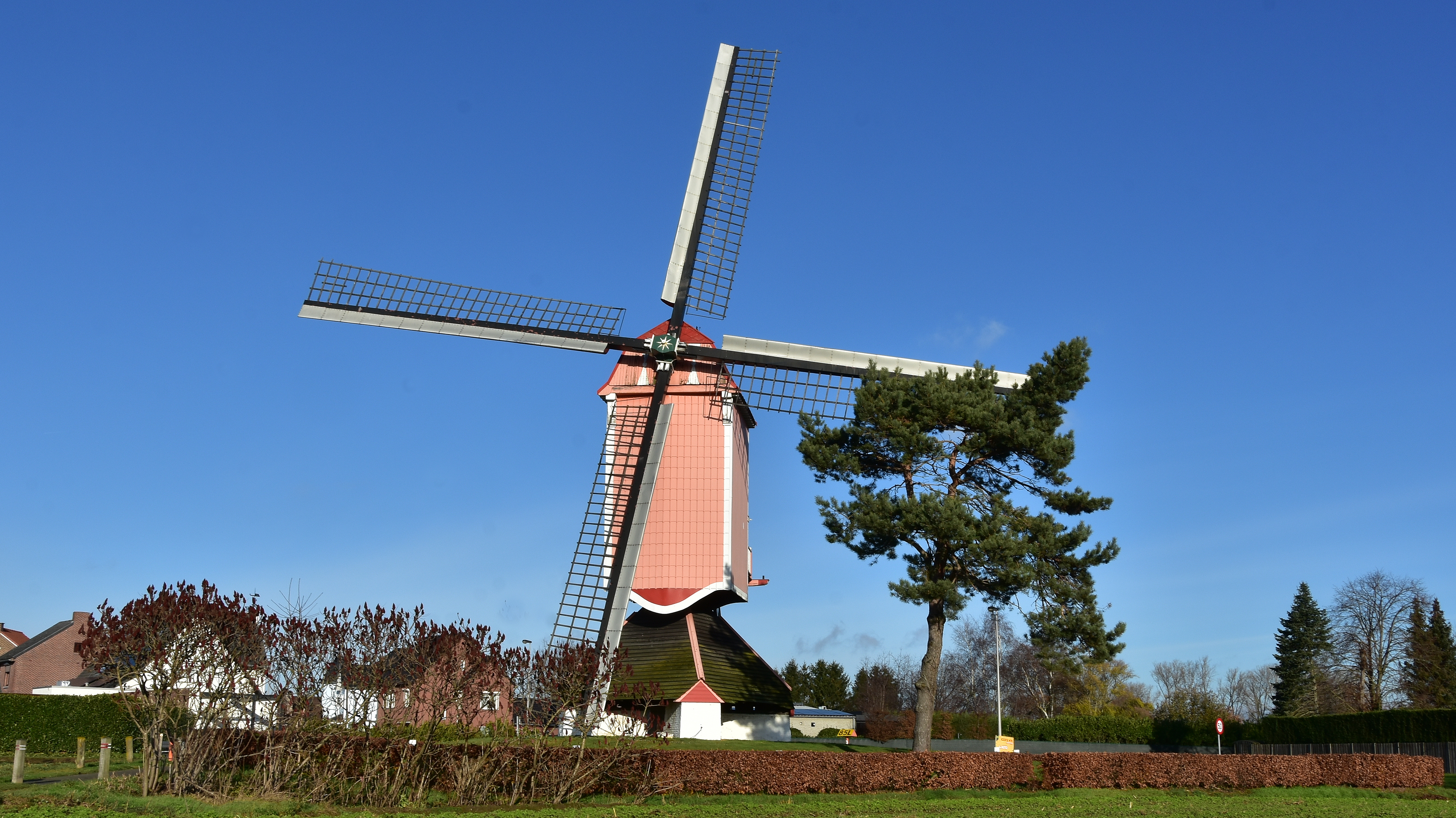
Standerdmolen Nieuw Leven'
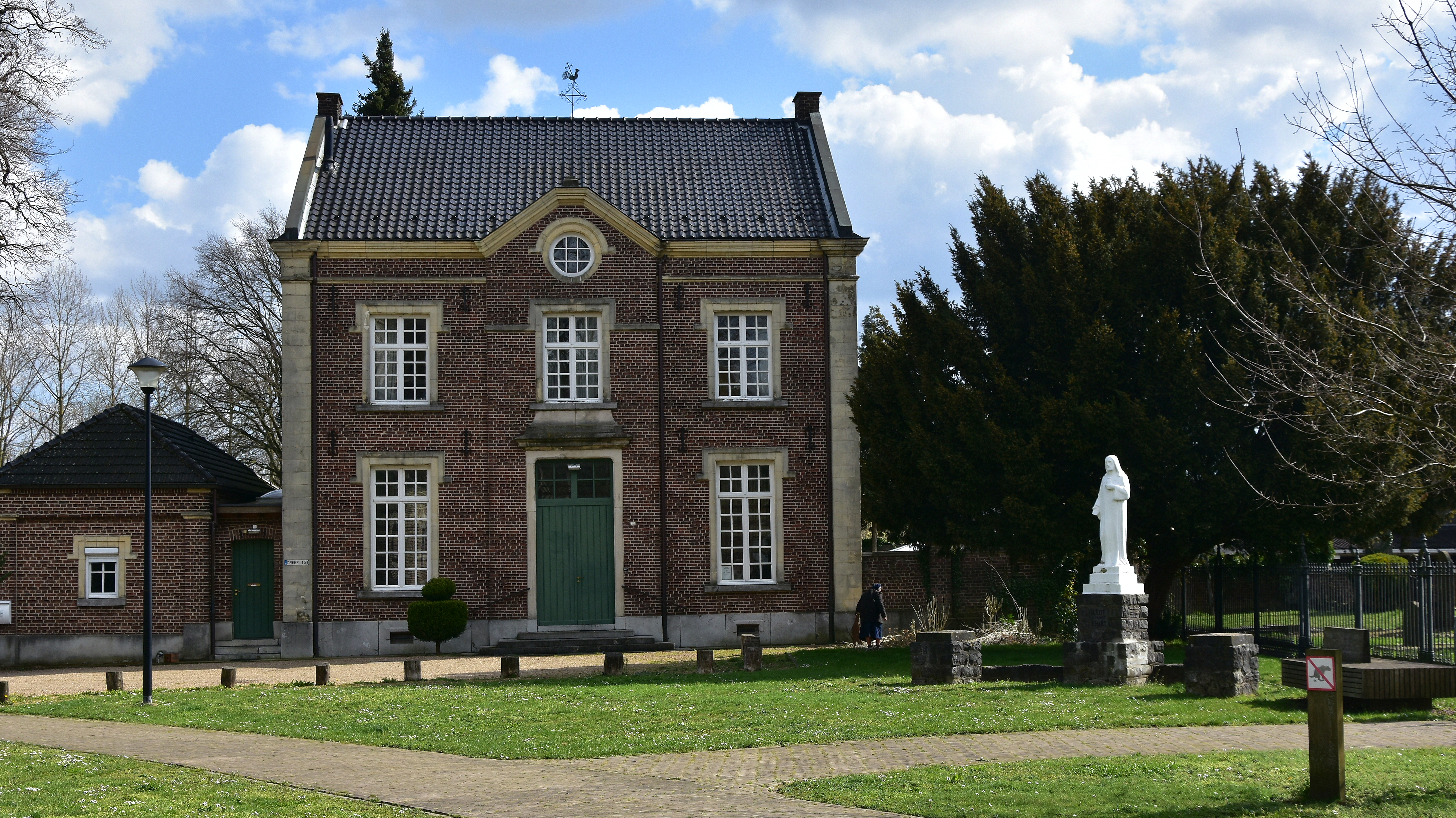
De beschermde pastorie
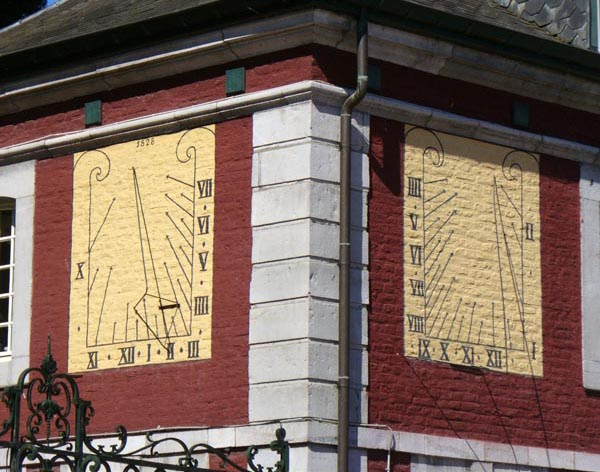
Dubbele zonnewijzer op het kasteel van Leut (Maasmechelen)
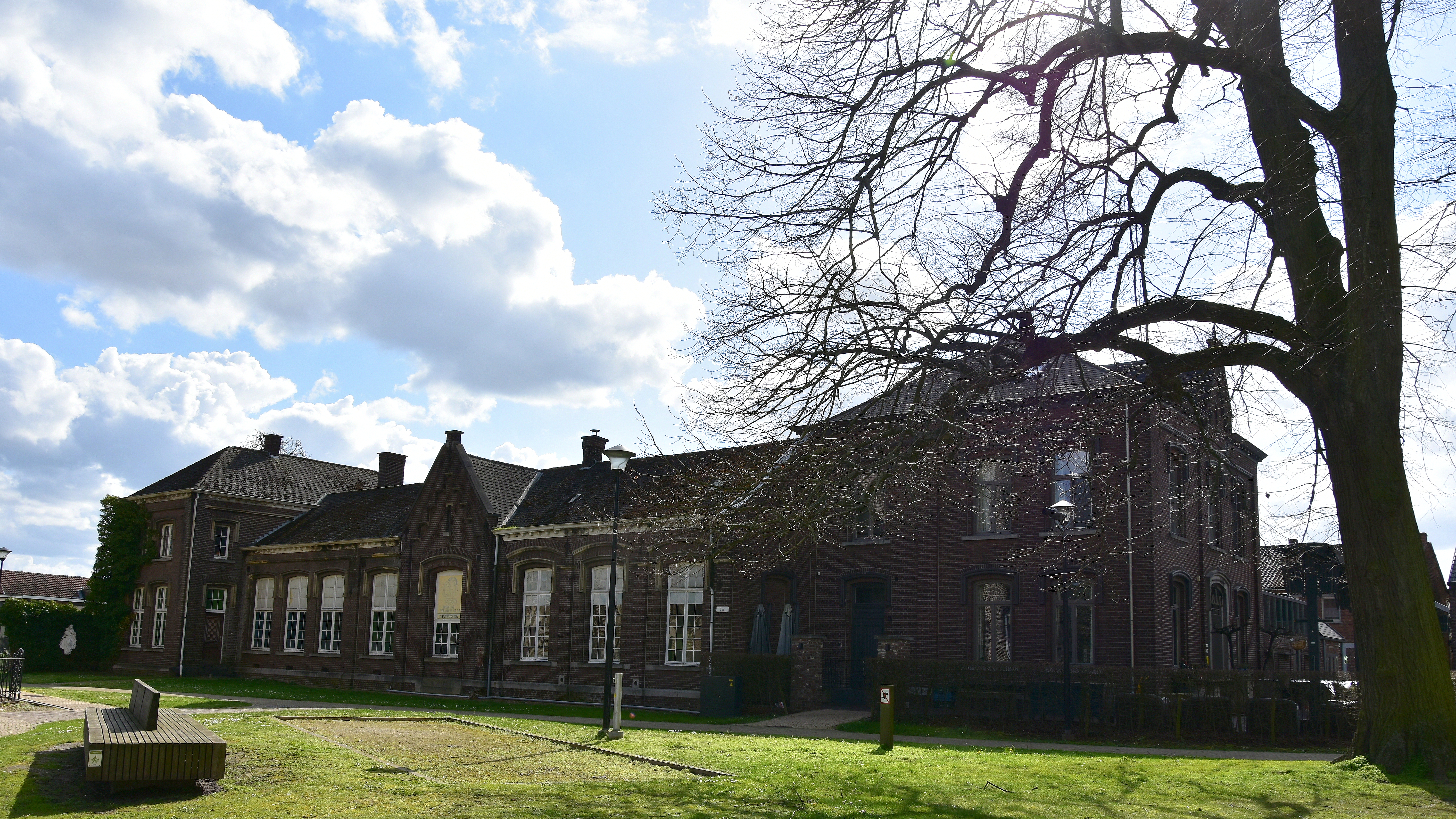
Voormalig gemeentehuis en gemeenteschool

## Geboren in Leut
- Elisabeth Gruyters (1789-1864), r.k. kloosterzuster; stichtster van de Zusters onder de Bogen
- Nico Claesen (1962), voetballer
- Patrick Stevens (1968), atleet (sprinter)

## Nabijgelegen kernen
Meeswijk, Berg aan de Maas, Maasband, Lanklaar, Mulheim, Eisden, Vucht.